# 몽고습래회사

화살, 창, 포가 난무하는 가운데 원정군과 싸우는 다케자키 스에나가

몽고습래회사(蒙古襲來繪詞, 일본어: 蒙古襲来絵詞)는 2권의 두루마리로 구성된 일본 가마쿠라 시대 후기의 그림으로, 원나라의 일본 원정 당시 원정군과 일본 무사들과의 싸움을 그린 것이다. 작자는 불명으로, 히고국의 고케닌인 다케자키 스에나가의 주문에 의해 그려졌다.

## 개요
스에나가를 중심으로 무사들의 몽골군과의 실제전투 상황을 그렸으며, 몽골(원)의 경무장 병사나 군선, 사용된 「데쓰하우」 등을 그린 유일한 그림 자료로써 알려져 있다.
구성은 우선 전권은 스에나가가 휘하 8명의 노토(郎党)를 거느리고 여원연합군의 제1차 일본원정(분에이의 역文永の役)에 참전해 맞서 싸웠으나 자신이 세운 공에 대한 은상(恩賞)이 이루어지지 않자 가마쿠라로 올라가 막부의 고케닌인 아다치 야스모리(安達泰盛)와 직접 담판을 지어 토지와 말을 은상으로 받아내는 모습이 그려져 있고, 후권에서는 가이토노사토(海東郷)의 지토(地頭)로써 출세한 스에나가가 여원연합군의 제2차 일본원정(고안의 역弘安の役)에 참전해 싸우는 모습을 그린 것으로, 말미에는 다케자키 가문의 가훈과 함께 「에이닌 원년(1293년) 2월(永仁元年二月)」이라는 날짜가 기록되어 있다(「에이닌」으로 연호를 바꾼 것은 같은 해 8월의 일이다).
한편 이 에마키(絵巻) 자체는 중세의 것으로 여겨지나, 몽골군과 일본 무사와의 전투 장면 부분에서는 후세의 가필 및 개찬 또는 편찬이 이루어졌을 것으로 보는 설도 있다. 특히 스에나가와 대치하는 세 명의 병사(위의 그림)은 같은 그림의 몽골 병사와는 장비나 그림 선의 터치가 분명히 다르고 또 이 부분의 종이가 위아래로 포개어 붙여진 위에 그려져 있는데 그림에 어긋나거나 흔들린 부분이 없는 등 근세에 해당 부분이 가필된 것이 아니냐 하는 설이 규슈국립박물관 전시 설명에 등장하기도 했다. 그런 한편으로 후세에 가필이나 개작이 이루어진 것이 아니라 애초에 이를 제작한 스에나가 본인의 지시로 추가 ・ 부기되었다고 보는 설도 있다(大倉隆二『「蒙古襲来絵詞」を読む』).

## 갤러리

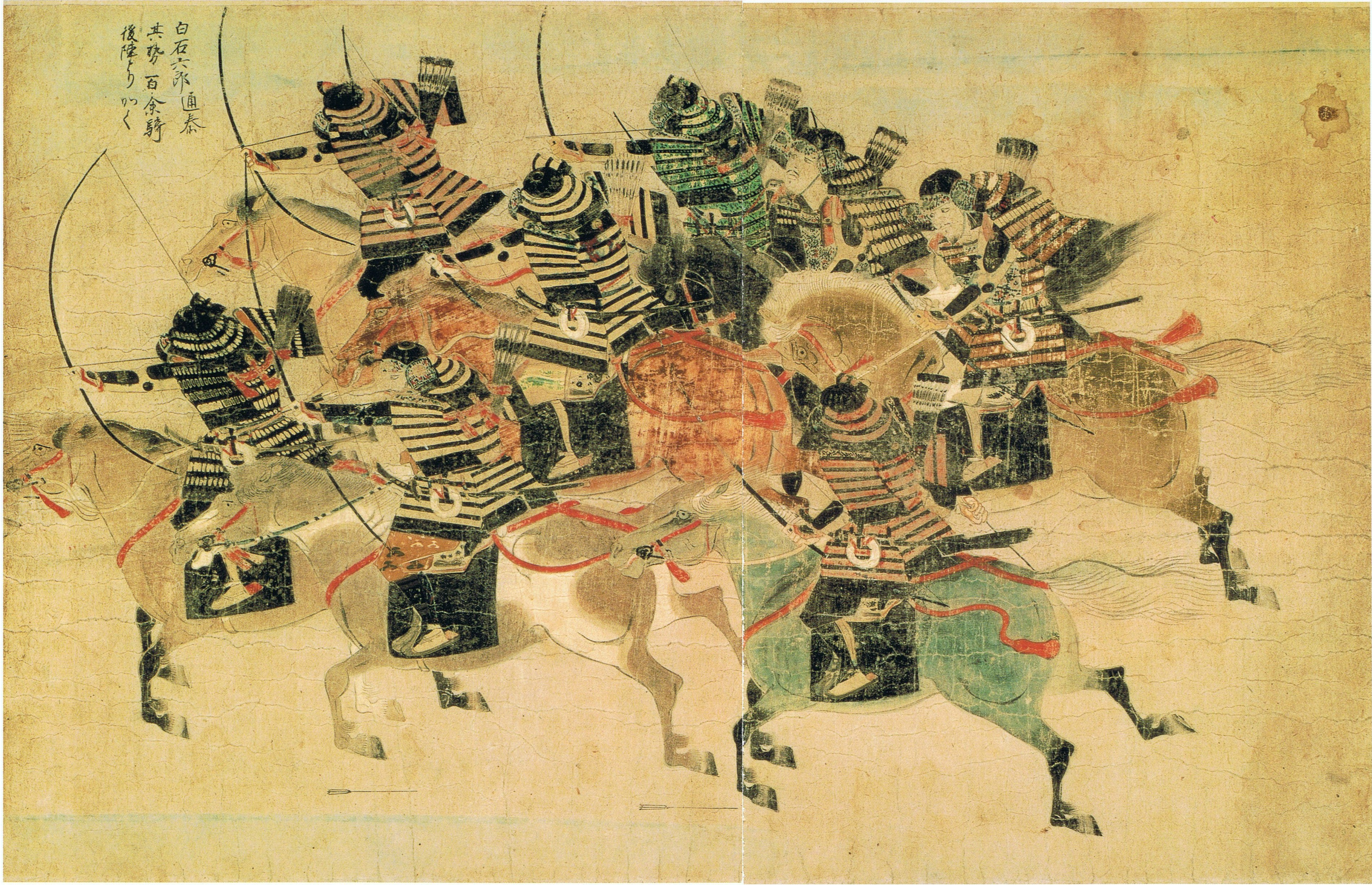
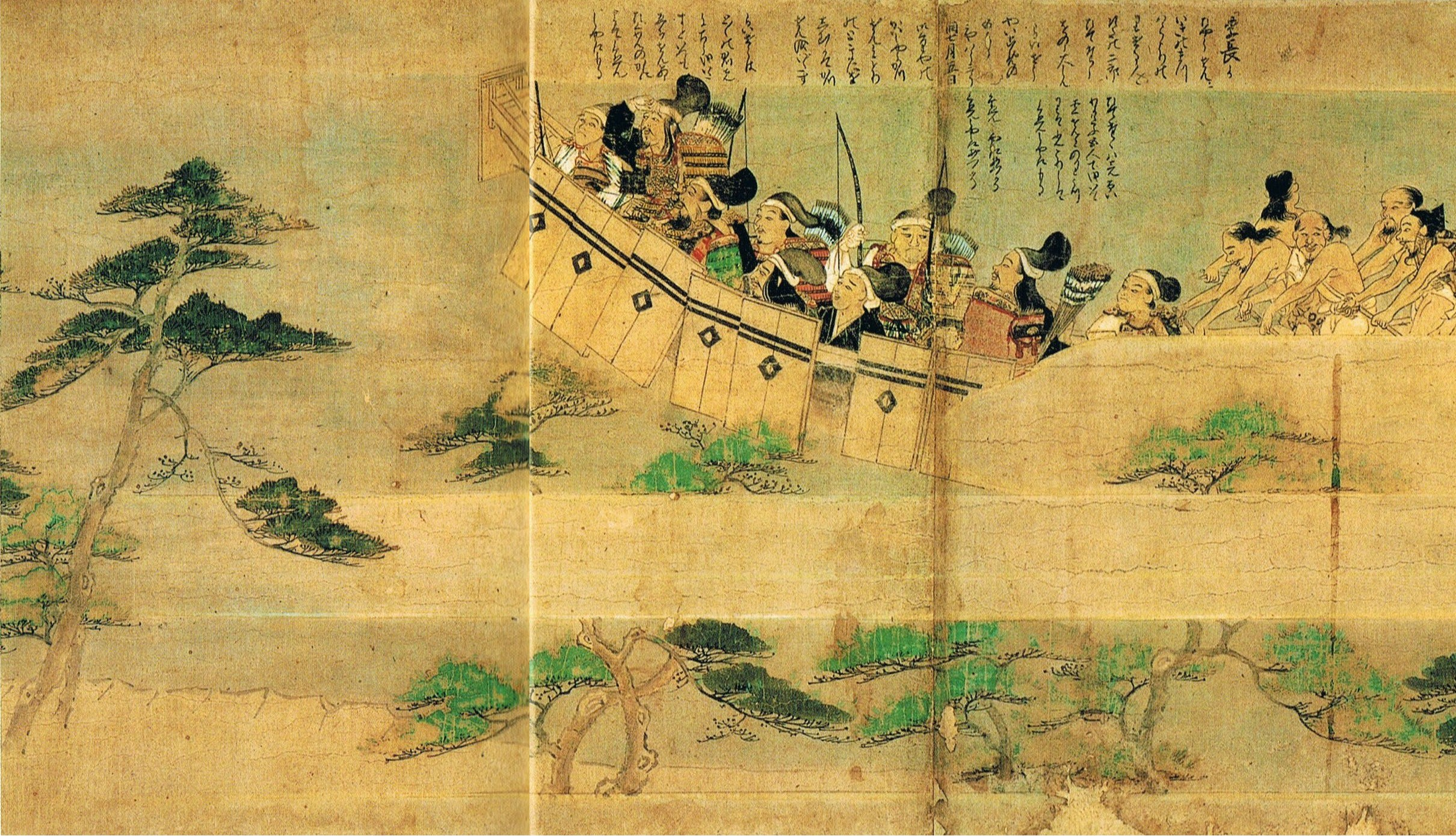

前卷1 「文永の役」 詞 一～四、繪 一～七

前卷2 「文永の役」 詞 五、繪 五～八

前卷3 「鎌倉」 詞 六～九、繪 九,十

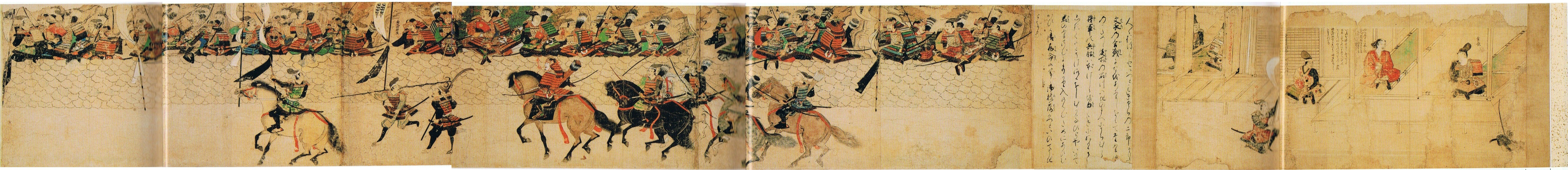
後卷1 「弘安の役」 詞 十、繪 十一～十二

後卷2 「弘安の役」 詞 十一～十三、繪 十二～十七

後卷3 「弘安の役」 詞 十三～十六（奥書）、繪 十八～二十一（最後）

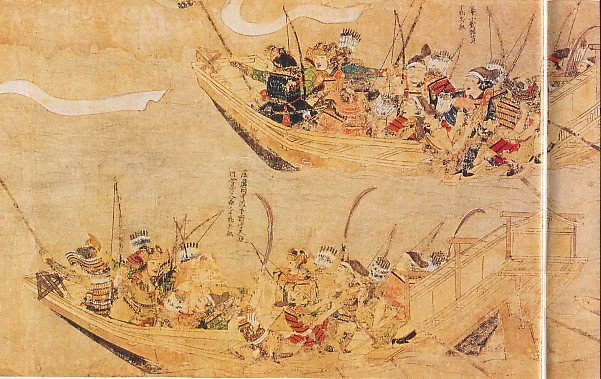
일본 무사들이 선박을 공격하는 모습
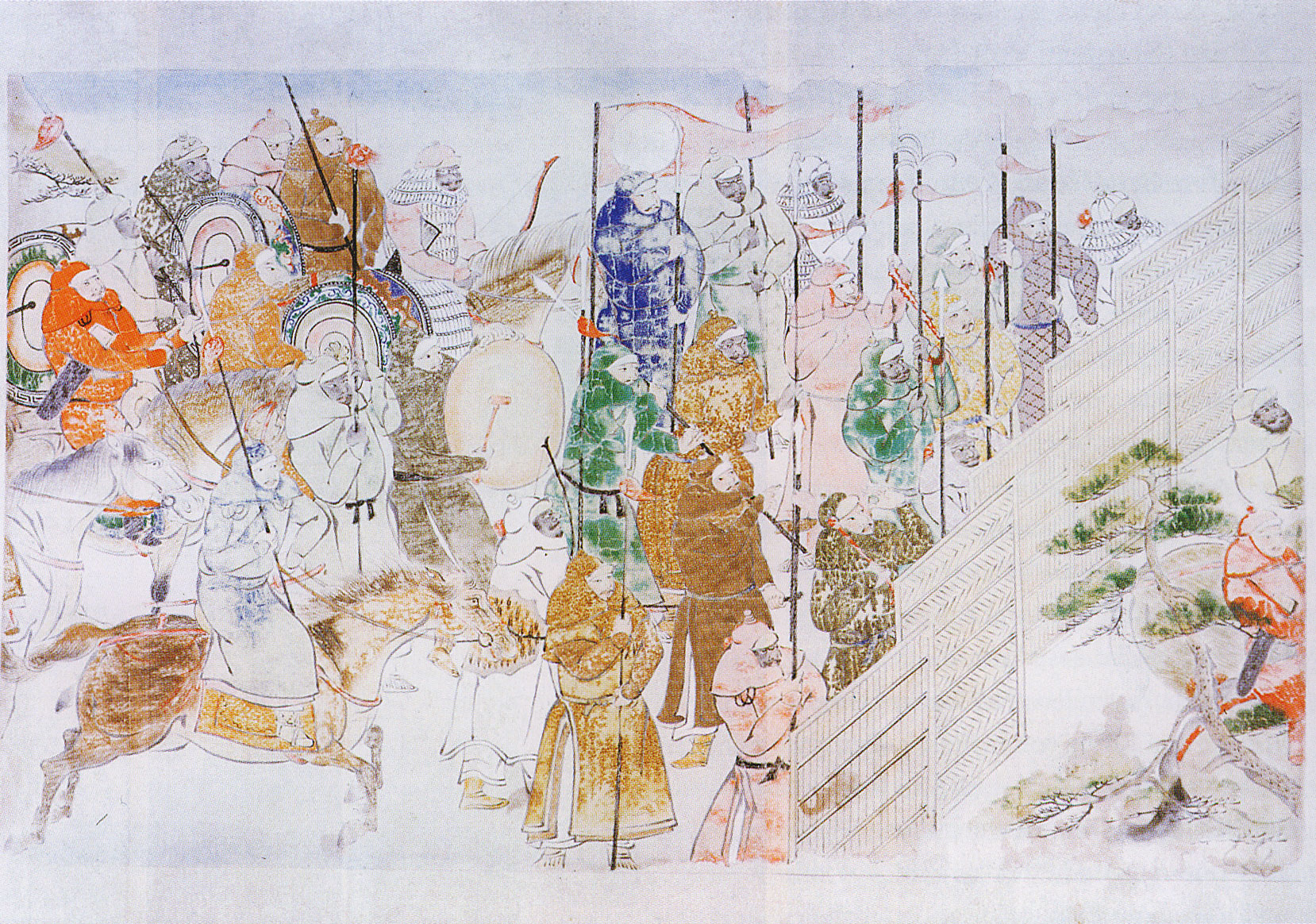
몽골 병사
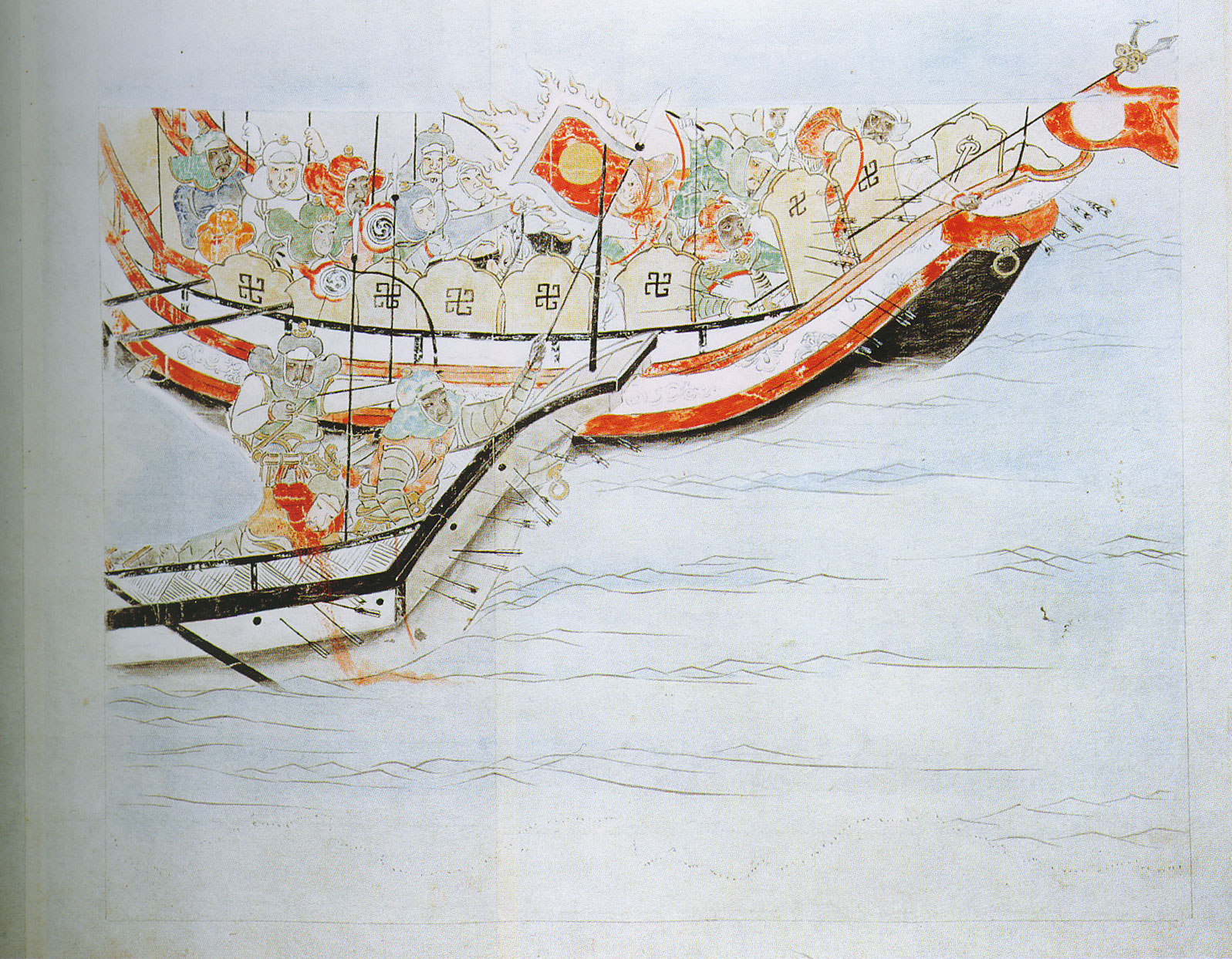
몽골 선박